# 卡特斯 (喬治亞州)
卡特斯（英語：Carters）是一個位於美國喬治亞州莫雷縣的非建制地區。

## 地理
卡特斯的座標為34°36′32″N 84°41′35″W / 34.60889°N 84.69306°W，而該地的平均海拔高度為209米（即686英尺）。